# Hoogheemraadschap Noordhollands Noorderkwartier
Het Hoogheemraadschap Noordhollands Noorderkwartier (NHNK) is een voormalig hoogheemraadschap in de Nederlandse provincie Noord-Holland. Het hoogheemraadschap werd in 1919 opgericht, en was verantwoordelijk voor alle zeeweringen in het Noorderkwartier (Noord-Holland ten noorden van het Noordzeekanaal).
De directe aanleiding voor de oprichting van het hoogheemraadschap was de watersnood van 1916, waarbij dijken op meerdere plaatsen in het Noorderkwartier braken, en vrijwel het gehele Waterland onderliep, alsmede de Anna Paulownapolder. Andere delen van het Noorderkwartier bleven grotendeels gespaard, maar ook daar was de situatie precair. Een van de oorzaken was gebrekkig onderhoud van de zeewering, dat niet in de laatste plaats werd veroorzaakt door de versnippering van het onderhoud van de dijken. Lokale waterschappen waren daarvoor verantwoordelijk, maar waren vaak niet tegen die taak opgewassen.
De overheid greep in en besloot tot centralisatie. In 1919 stelde de provincie Noord-Holland het Hoogheemraadschap Noordhollands Noorderkwartier in, dat de verantwoordelijkheid voor de gehele zeewering van de waterschappen over zou nemen, hetgeen op 21 december 1921 daadwerkelijk gebeurde. Zeven waterschappen werden opgeheven, de "ambachten" Drechterland en Vier Noorder Koggen raakten hun dijktaken kwijt en werden "wegschappen".
In 1932 werd de Zuiderzee afgesloten met de Afsluitdijk. Hierdoor werd de lengte van de daadwerkelijk zeewerende dijken fors bekort, wat op dat moment een aanzienlijke verlichting van de taak van het hoogheemraadschap betekende.
In 1993 fuseerde het hoogheemraadschap met het Hoogheemraadschap van de Uitwaterende Sluizen in Kennemerland en West-Friesland, dat verantwoordelijk was voor de afwatering en de waterkwaliteit in een groot deel van het Noorderkwartier. Het zo gevormde Hoogheemraadschap van Uitwaterende Sluizen in Hollands Noorderkwartier ging op zijn beurt in 2003 samen met enkele inliggende waterschappen en vormde zo het Hoogheemraadschap Hollands Noorderkwartier.